# مؤسسة النفط الهندي
 مؤسسة النفط الهندي (بالإنجليزية: Indian Oil Corporation)‏ هي شركة النفط المملوكة للدولة الهندية يقع مقرها في نيو دلهي، وهي من أكبر شركات الهند.